# Guarda
Guarda – miejscowość w Portugalii, leżąca w dystrykcie Guarda, w regionie Centrum w podregionie Beira Interior Norte, położona na wysokości 1056 m n.p.m. w bliskim sąsiedztwie najwyższego pasma górskiego kontynentalnej części kraju – Serra da Estrela. Miejscowość jest siedzibą gminy o tej samej nazwie. W miejscowości znajduje się stacja kolejowa Guarda.

## Demografia
| Liczba ludności gminy Guarda (1801–2011) | Liczba ludności gminy Guarda (1801–2011) | Liczba ludności gminy Guarda (1801–2011) | Liczba ludności gminy Guarda (1801–2011) | Liczba ludności gminy Guarda (1801–2011) | Liczba ludności gminy Guarda (1801–2011) | Liczba ludności gminy Guarda (1801–2011) | Liczba ludności gminy Guarda (1801–2011) | Liczba ludności gminy Guarda (1801–2011) | Liczba ludności gminy Guarda (1801–2011) |
| ---------------------------------------- | ---------------------------------------- | ---------------------------------------- | ---------------------------------------- | ---------------------------------------- | ---------------------------------------- | ---------------------------------------- | ---------------------------------------- | ---------------------------------------- | ---------------------------------------- |
| 1801                                     | 1849                                     | 1900                                     | 1930                                     | 1960                                     | 1981                                     | 1991                                     | 2001                                     | 2004                                     | 2011                                     |
| 17 287                                   | 21 771                                   | 41 910                                   | 43 283                                   | 48 994                                   | 40 360                                   | 38 765                                   | 44 083                                   | 44 149                                   | 42 541                                   |

## Sołectwa
Sołectwa gminy Guarda (ludność wg stanu na 2011 r.):
- Adão – 233 osoby
- Albardo – 143 osoby
- Aldeia do Bispo – 220 osób
- Aldeia Viçosa – 341 osób
- Alvendre – 210 osób
- Arrifana – 661 osób
- Avelãs da Ribeira – 196 osób
- Avelãs de Ambom – 69 osób
- Benespera – 297 osób
- Carvalhal Meão – 51 osób
- Casal de Cinza – 561 osób
- Castanheira – 345 osób
- Cavadoude – 324 osoby
- Codesseiro – 205 osób
- Corujeira – 118 osób
- Faia – 227 osób
- Famalicão – 615 osób
- Fernão Joanes – 269 osób
- Gagos – 127 osób
- Gonçalo – 1083 osoby
- Gonçalo Bocas – 227 osób
- João Antão – 160 osób
- Maçainhas – 1081 osób
- Marmeleiro – 361 osób
- Meios – 197 osób
- Mizarela – 135 osób
- Monte Margarida – 36 osób
- Panóias de Cima – 608 osób
- Pega – 161 osób
- Pêra do Moço – 831 osób
- Pêro Soares – 70 osób
- Porto da Carne – 385 osób
- Pousada – 118 osób
- Ramela – 218 osób
- Ribeira dos Carinhos – 108 osób
- Rocamondo – 89 osób
- Rochoso – 264 osoby
- Santana da Azinha – 459 osób
- São Miguel da Guarda – 7928 osób
- São Miguel de Jarmelo – 187 osób
- São Pedro de Jarmelo – 184 osoby
- São Vicente – 11 679 osób
- Sé – 6958 osób
- Seixo Amarelo – 84 osoby
- Sobral da Serra – 242 osoby
- Trinta – 406 osób
- Vale de Estrela – 394 osoby
- Valhelhas – 396 osób
- Vela – 490 osób
- Videmonte – 478 osób
- Vila Cortês do Mondego – 298 osób
- Vila Fernando – 500 osób
- Vila Franca do Deão – 153 osoby
- Vila Garcia – 320 osób
- Vila Soeiro – 41 osób